# Joanna Wyporska-Frankiewicz
Joanna Beata Wyporska-Frankiewicz – polska prawnik dr hab. nauk społecznych, profesor uczelni Katedry Polityki Prawa Wydziału Prawa i Administracji Uniwersytetu Łódzkiego.

## Życiorys
W 2007 r. obroniła pracę doktorską pt. Publicznoprawne formy działania administracji o charakterze dwustronnym, której promotorem był prof. Jan Paweł Tarno, w 2020 r. habilitowała się na podstawie pracy zatytułowanej Gwarancje ochrony zobowiązanego w egzekucji administracyjnej obowiązków niepieniężnych. Została zatrudniona na stanowisku adiunkta na Wydziale Humanistycznym Akademii Humanistycznej i Ekonomicznej w Łodzi, oraz w Zakładzie Sądownictwa Administracyjnego na Wydziale Prawa i Administracji Uniwersytetu Łódzkiego.
Jest profesorem uczelni w Katedrze Polityki Prawa na Wydziale Prawa i Administracji Uniwersytetu Łódzkiego, a także członkiem Komisji Dyscypliny - Nauk Prawnych Uniwersytetu Łódzkiego.